# 何元英
何元英，字蕤音，浙江秀水縣人。清初政治人物、書法家。

## 生平
顺治十二年（1655年）进士，官至通政使司参议。工书法。與詩人張綱孫友善。